# Onukia emarginata
Onukia emarginata är en insektsart som beskrevs av Li och Wang 1992. Onukia emarginata ingår i släktet Onukia och familjen dvärgstritar. Inga underarter finns listade i Catalogue of Life.